# Аглямов, Нагим Харисламович
Нагим Харисламович Аглямов (15 августа 1932, Большие Шады, Башкирская АССР — 24 декабря 2008, Набережные Челны, Татарстан) — новатор в строительстве, монтажник, бригадир монтажников Заинского монтажного участка треста «Гидромонтаж». Герой Социалистического Труда.

## Биография
Родился 15 августа 1932 года в селе Большие Шады Мишкинского района Башкирской АССР. Татарин.
В 1951—1958 годах работал на промышленных предприятиях Читинской области, в городах Челябинск и Уфа. С 1958 года, более 30 лет, трудился на Заинском монтажном участке треста «Гидромонтаж» (с 1987 года — Набережночелнинский участок треста «Спецатоммонтаж»), был монтажником, бригадиром монтажников.
Работал на строительстве Павловской ГЭС (Башкортостан), Заинской ГРЭС (главный корпус, мазутное хозяйство, плотина), с 1964 года — промышленных предприятий города Нижнекамска: корпуса нефтехимического комбината, цехов шинного завода, водозабора и других.
С 1970 года жил и работал в городе Набережные Челны. Бригада Аглямова выполняла монтажные работы на ряде объектов домостроительного комбината, бетонного завода, автобазы на 500 автомобилей, на прессово-рамном заводе и термогальваническом корпусе "КамАЗ"а — изготовление армированных каркасов для полов и фундамента.
В 1977—1982 годах на строительстве Нижнекамской ГЭС бригадой Аглямова изготовлено более 300 шт 25—30-тонных пазовых блоков с точностью укладки до 1 мм; произведён монтаж 2-х козловых кранов грузоподъёмностью 500 т, где нормативные сроки сокращены в 3 раза.
За выдающиеся успехи, достигнутые при сооружении первой очереди Камского комплекса заводов по производству большегрузных автомобилей, Указом Президиума Верховного Совета СССР от 15 апреля 1977 г. Н. X. Аглямову присвоено звание Героя Социалистического Труда.
В 1985—1987 годах — инструктор по монтажу на строительстве гидроузла в городе Хоабинь (Вьетнам).
С 1992 года на пенсии. В настоящее время живёт в городе Набережные Челны.
С пенсионерами — Героями Социалистического Труда — Управление ПФР в г. Набережные Челны Республики Татарстан проводит выездное обслуживание, учитывая их преклонный возраст. Также в Управлении ежегодно устраиваются традиционные чаепития, куда приглашаются Герои Социалистического Труда города.

## Награды и звания
- Указом Президиума Верховного Совета СССР от 15 апреля 1977 года за выдающиеся успехи, достигнутые при сооружении первой очереди Камского комплекса по производству большегрузных автомобилей Аглямову Нагиму Харисламовичу присвоено звание Героя Социалистического Труда с вручением ордена Ленина и золотой медали «Серп и Молот».
- Награждён орденами Ленина, Трудового Красного Знамени, «Знак Почёта», медалями.
- Заслуженный строитель РСФСР (1973).
- Почётный гражданин города Набережные Челны (1999).